# Самосское сражение
Самосское сражение (греч. Ναυμαχια της Σαμου) — морское сражение между флотом восставшей Греции и флотом Османской империи и её североафриканских вассалов, произошедшее 5 (17) августа 1824 года. Восставшие греки попытались предотвратить высадку турок на остров Самос, дабы избежать повторения резни, подобной хиосской. Сражение завершилось победой греческого флота.

## Предыстория
В 1821 году остров Самос восстал и изгнал турецкий гарнизон и немногочисленных турецких жителей. Восстанием и военными действиями руководил Ликург Логофет.
Самиоты высаживаются на острове Хиос и поднимают знамя восстания и на нём, не встретив, однако, особой поддержки среди хиосцев.
Воспользовавшись распрями во временном греческом правительстве и вытекающим отсюда бездействием греческого флота, в апреле 1822 года турки переправляются на остров с малоазийского берега и устраивают на острове массовую резню, не беря во внимание неучастие большей части хиосцев в восстании.
Позже, в июне 1824 года, турки подвергли блокаде находящийся вблизи Хиоса остров Псара — один из основных оплотов греческого флота. После героической обороны псариотов туркам удаётся высадиться на острове и подвергнуть резне гражданское население.
Турецкий флот готовится к высадке на остров Самос.

## К Самосу
Оплакав погибших и поселив выживших женщин и детей в городе-крепости Монемвасия, псариоты стали готовить свои уцелевшие корабли к выходу. Все расходы на гражданское население и флот взял на себя вернувшийся к тому времени из России уже седой ветеран Орловских событий, псариот Иоаннис Варвакис.
Флот псариотов, вышедший к Самосу под командованием адмирала Николиса Апостолиса, насчитывал 10 вооружённых торговых судов и 5 брандеров под командованием капитанов Константина Канариса, Папаниколиса, Константиса Никодимоса, Врацаноса, Врулоса.
Флот острова Идра был разделён на две эскадры:
- Первая, насчитывающая 29 вооружённых кораблей, пошла на юг, на перехват египетского флота.
- Вторая пошла к Самосу под командованием Георгиоса Сахтуриса, имея в составе 21 вооружённый корабль и 4 брандера под командованием капитанов Цапелиса, Рафалиаса, Роботиса и Ватикиотиса[1].

Третьим к Самосу направился флот острова Спеце под командованием адмирала Георгиоса Коландруцоса. Флот специотов насчитывал 15 вооружённых кораблей и 2 брандера под командованием капитанов Мусоса и Матрозоса.

## Сражение между островамиФурнииИкария
30 июля флот идриотов обнаружил турецкую флотилию западнее Самоса, между островками Фурни и островом Икария. В то время как высадка ожидалась с востока, флотилия шла с запада, скорее всего, к городу Карловаси. Турецкая флотилия насчитывала 20 не линейных судов и 30 каиков с солдатами.
Незамедлительно Сахтурис командует идти на перехват и, как в древности, на таран. Турецкие суда были потоплены или захвачены. Погибло около 2 тысяч турецких солдат. Уцелевшие с одного каика, в знак своей сдачи, в плену целуют форштевень корабля капитана Лазароса.
После этого успеха флот идриотов прошёл вдоль северного берега острова и, проходя через внешний рейд столицы острова города Вати, обменялся с самиотами пушечным салютом. Обогнув Вати, флот идриотов вошёл в пролив Самос (Микале), где на азиатской стороне около 5 тысяч турок готовились к посадке на лёгкие суда. Увидев приближение греческого флота, турецкие суда спешно ушли за мыс Святая Марина, под прикрытие турецкого флота. Флот идриотов приблизился к азиатскому берегу и открыл огонь по скоплению турок.

## Первое сражение в проливе Микале
Флот Идры встал на якоря в проливе. В полдень 18 турецких фрегатов и корветов вошли в пролив. Греческие суда продолжают стоять в проливе, поскольку Сахтурис считает, что большим турецким судам здесь трудно маневрировать. Турки прошли вдоль греческого флота и обменялись с ним огнём. Сахтурис даёт сигнал брандерам идти в атаку, но капитаны брандеров не решаются и медлят. После личного вмешательства Сахтуриса, брандеры капитанов Анастасия Робоциса и Цапелиса атакуют: первый турецкий фрегат, второй — корвет. Турки, опасавшиеся греческих брандеров, выходят из пролива.

## Второе сражение в проливе Микале
1 августа Сахтурис пишет горькое письмо самиотам, поскольку он не видел, чтобы самиоты занимали позиции на берегах пролива: «Мы здесь не для того чтобы отведать ваш виноград, а чтобы защитить вас». В полдень турецкий флот снова вошёл в пролив. Безрезультатная канонада продолжалась 3 часа. Но после того как 4 брандера пошли в атаку, турки спешно вышли из пролива.
2 августа Ликургос Логофетис и другие вожди самиотов поднялись на борт флагмана для согласования действий. В полдень того же дня 8 кораблей флота острова Спеце и один острова Псара вошли в пролив и встали рядом с идриотами.
3 августа в той же позиции. Турки готовятся к генеральному сражению.

## Третье сражение в проливе Микале
4 августа в 10:30 40 турецких кораблей, из них 22 линейных, включая флагманский корабль Хосрефа Паши, вошли в пролив и начали обстрел греческих кораблей, крепости и позиций самиотов на Белом мысе (Άσπρος Κάβος). Первые из 16 греческих кораблей начинают сниматься с якорей, но капитаны брандеров медлят и не решаются атаковать. В этот критический момент, когда решалась судьба греческого флота и Самоса, с севера в пролив вошёл одинокий брандер.
Это был Константин Канарис. Флот острова Псара задержался у острова Миконос из-за безветрия. Но Канарис, без приказа своего командира, адмирала Апостолиса, как только ветер чуть посвежел, поспешил идти к Самосу и успел вовремя. Сахтурис обращается к нему и Канарис немедля готовит брандер к атаке и через полчаса атакует турецкий флот. Большие линейные корабли турок отчаянно маневрируют, опасаясь единственного атакующего их брандера. После того как в бой вошли и другие греческие суда и брандеры, Хосреф вывел свой флот из пролива, а Сахтурис приказал своим судам прекратить преследование и оставаться в проливе.

## Четвёртое сражение в проливе Микале
5 августа, на рассвете, весь турецкий флот при попутном ветре вошёл в пролив. Но на этот раз психологическая ситуация в греческом флоте была иной. Кроме традиционного антагонизма между моряками разных греческих островов, сюда примешалось такое трудно переводимое греческое слово и понятие как «филотимо», которое приблизительно можно перевести как благочестие, честь. Капитаны греческих брандеров были пристыжены вчерашними действиями Канариса и своим бездействием, и рвались сами в бой.
Возле мыса Святой Марины шёл турецкий фрегат с двухпалубной артиллерийской батареей. Именовался он «Бурлот Коркмаз», что на турецком означало «Не боящийся брандеров». На нём также находилось около 1 тысячи солдат. Канарис повел свой брандер на этот фрегат, но его опередил идриот Цапелис. Канарис повернул свой брандер на соседний корвет. Цапелис под огнём ведёт свой брандер к фрегату. С фрегата к нему на перехват пошли 4 фелюги. Цапелису удалось подойти к фрегату, он поджигает брандер, но в спешке плохо крепит его. В это время Канарис, слыша победные крики турок и видя, что брандер Цапелиса горит без пользы, разворачивает свой брандер и сквозь дым идёт к фрегату. Фелюги перекрывают брандеру путь, но он идёт под огнём и временами ведёт рукопашный бой. Фрегат, видя опасность, пытается выброситься на мыс Святой Марины, однако не успевает сделать это: греческий брандер уже закреплен к фрегату и Канарис поджигает его с криком «Псара жгут вас».
В 17:30 фрегат взлетает в воздух вместе с экипажем и солдатами. Этот третий подвиг Канариса был также ответом своим и иностранным завистникам, которые ссылались на то, что в двух предыдущих случаях на островах Хиос и Тенедос Канарис сжёг неприятельские корабли ночью, да ещё и стоящими на якоре.
Тем временем идриот Ватикиотис крепит свой брандер к тунисскому бригу и взрывает его. Специот Матрозос и идриот Рафалиас крепят свои брандеры с разных бортов к корвету из Триполи и сжигают его.
Идриот Робоцис бросает свой брандер на турецкий фрегат, однако туркам удаётся погасить огонь на фрегате и открепить брандер, который, впрочем, всё же вносит панику в строй турецкого флота.
В течение трёх часов греческие брандеры уничтожили 3 линейных корабля, на которых, помимо экипажей, погибло и 2 тысячи солдат.
Турецкий флот бежал из пролива на юг к острову Агатонисион.

## Значение Самосского сражения
Самосское сражение подтвердило тот факт, что для флота восставшей Греции, состоявшего из вооружённых торговых судов, брандеры были основным оружием для противостояния линейным турецким кораблям, имевшим к тому же и численное превосходство. Никогда до этого сражения брандерам не удавалось сжигать боевые корабли на ходу и в дневное время.
Это был новый греческий огонь, но если для Византии греческий огонь был оружием сильного и технологического превосходства, то греческие брандеры Освободительной войны 1821—1829 годов были оружием слабого, и с этого момента стали широко использоваться вплоть до окончания войны.
После Самосского сражения и победы греческого флота при Геронтасе 29 августа 1824 года турки предприняли ещё одну попытку высадиться на острове (6 сентября 1824 года), однако мобилизация греческого флота и островитян и разразившийся шторм сорвали высадку. Остров остался свободным до конца войны. По решению «Великих держав» и, в особенности, Великобритании, пытавшейся ограничить территорию возрождающегося греческого государства, остров остался вне пределов Греческого королевства. Однако при этом острову была предоставлена автономия и власть султана была только номинальной.
Самосцам удалось провозгласить Энозис, то есть воссоединение с Грецией, только в 1913 году, после побед греческого флота в Первой балканской войне.